# الشبكة العربية لمعلومات حقوق الإنسان
الشبكة العربية لمعلومات حقوق الإنسان (ANHRI) هي منظمة غير حكومية متخصصة في الدفاع عن حرية التعبير في أرجاء الشرق الأوسط وشمال أفريقيا. يقع مقرها في القاهرة، مصر، وقد أسس المنظمة المحامي المصري البارز والناشط الحقوقي جمال عيد المدير التنفيذي الحالي للشبكة العربية لمعلومات حقوق الإنسان. تجمع الشبكة مطبوعات وحملات دعائية وتقارير وبيانات من حوالي 140 منظمة حقوقية عربية في المنطقة وتعيد نشرها في نشرات يومية على موقعها الإلكتروني. وتركز الشبكة على مساندة حرية التعبير، وخصوصًا عبر الإنترنت ووسائل الإعلام، كما تدافع عن أشخاص محتجزين للتعبير عن آرائهم الشخصية.
علاوةً على ذلك، تهاجم الشبكة الرقابة التي تفرضها الحكومات العربية. أعلنت المنظمة مساء الاثنين 10 كانون الثاني/ يناير للعام 2022 عن توقف أنشطتها بعد تعرضها وفريق عملها لضغوط ومضايقات أمنية.
وصفت المنظمة رسالتها كما يلي:

في الوقت الحالي، يستخدم الملايين في منطقة الشرق الأوسط الإنترنت، ولكن ما زال من الصعب عليهم العثور على معلومات حول حقوق الإنسان. وتقدم الشبكة العربية لمعلومات حقوق الإنسان موقعًا مركزيًا يستطيع القراء العرب من خلاله العثور بسهولة على روابط ومعلومات تخص كافة مجموعات حقوق الإنسان وأنشطتها في المنطقة. وتركز الشبكة أيضًا على توسيع نطاق حرية التعبير على الإنترنت في منطقة الشرق الأوسط، بل وتسعى لذلك.
والأهم من ذلك كله، أن هناك موضوعات خطيرة لا تمثل تابوات فكرية في العالم الإسلامي والثقافة الإسلامية فقط، ولكن لا توجد مجموعات متخصصة بها اليوم في المنطقة لتتناولها وتعالجها حتى، مثل عقوبة الإعدام وحقوق الأقليات المسيحية. إن هدفنا هو خلق فضاء حيث يمكن مناقشة هذه المسائل وغيرها من المعلومات المهمة حول حقوق الإنسان بحرية، وحيث يمكن للناس التي تشترك في الاهتمام بهذه الموضوعات إنشاء مجتمع.

الشبكة العربية لمعلومات حقوق الإنسان عضو في شبكة التبادل الدولي لحرية التعبير.
في شهر فبراير 2008، قامت الشبكة بإنشاء مدونات كاتب التي تجعل من الممكن لهؤلاء المقيمين في العالم العربي امتلاك مدونة عربية غير مراقبة تتيح لهم التعبير عن الأفكار التي تكبتها بعض الحكومات العربية.
وفي مارس 2008، تم إطلاق موقع خدمات قانونية قضايا، لتوفير مصدر للصحفيين والباحثين والناشطين. ويقدم الموقع معلومات عن الأحكام القضائية والدعاوى القضائية المهمة والدساتير في العديد من الدول، بالإضافة إلى الأعمال القانونية المتعلقة بالعالم العربي.
وفي شهر أبريل عام 2008، تم إنشاء موقع إلكتروني مخصص لتقديم معلومات دقيقة عن إقليم دارفور للصحفيين ومتخذي القرارات العرب، ويسمى افهم دارفور (Ifhamdarfur). ويصدر الموقع نشرتين إخباريتين في الأسبوع ويجمع تقارير الأخبار العربية عن أزمة دارفور.
حاليًا، الموقع الإلكتروني الخاص بالشبكة وتقاريرها محظور في المملكة العربية السعودية; وقد تم حظره منذ عام 2003.
وفي شهر نوفمبر عام 2011، حصلت الشبكة العربية لمعلومات حقوق الإنسان على جائزة الكرامة الإنسانية لعام 2011 من «مؤسسة رولاند برغر» الألمانية.

## وصلات خارجية
- الموقع الرسمي